# Vache laitière
 (juillet 2018).
Si vous disposez d'ouvrages ou d'articles de référence ou si vous connaissez des sites web de qualité traitant du thème abordé ici, merci de compléter l'article en donnant les références utiles à sa vérifiabilité et en les liant à la section « Notes et références ».
Ne doit pas être confondu avec Vache allaitante.

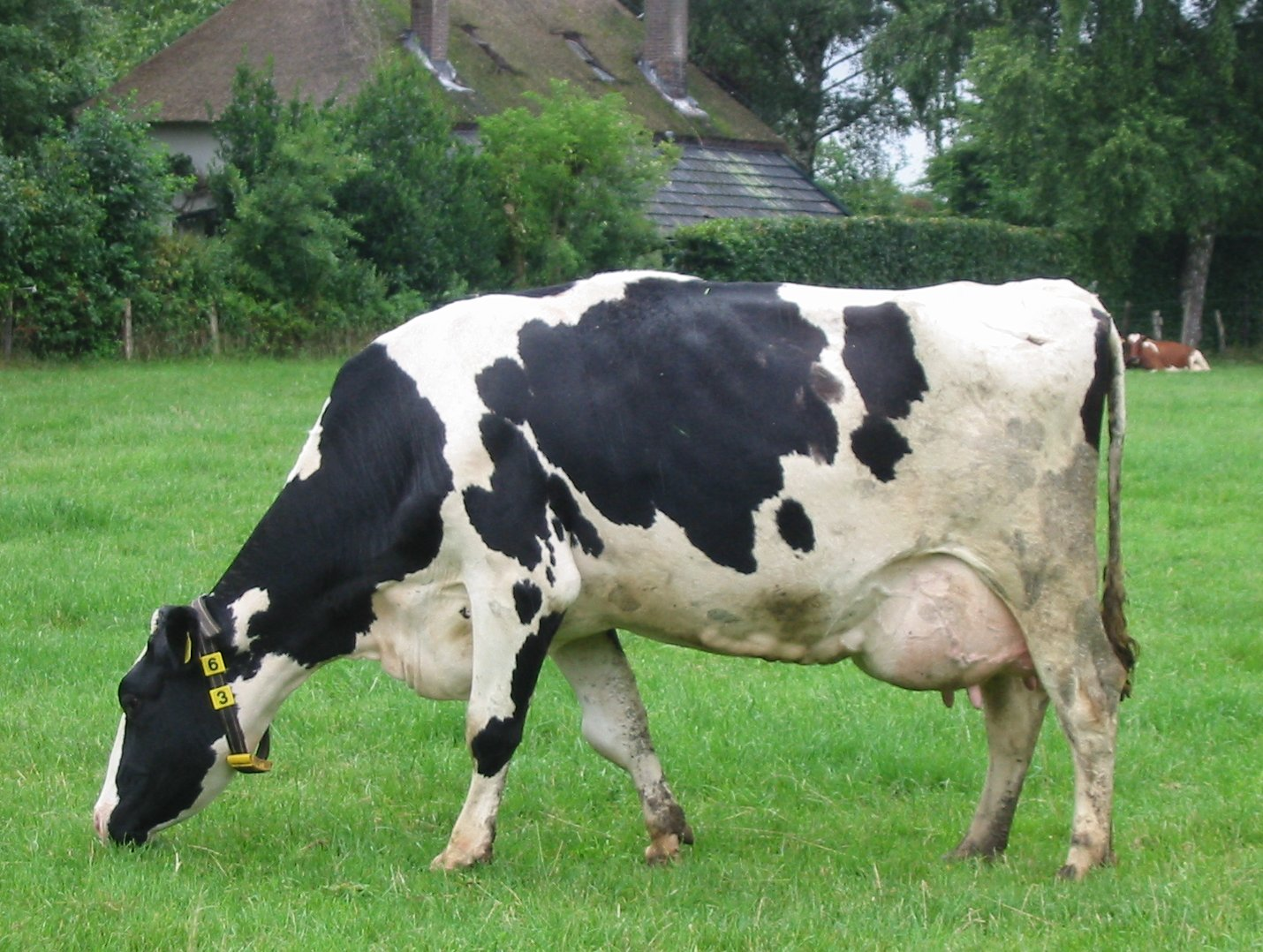
Vache Prim'Holstein, race de vaches laitières la plus productive.

Une vache laitière est une vache élevée pour produire du lait destiné à la consommation humaine. Les vaches laitières produisent des veaux, des génisses pour le renouvellement des troupeaux et de la viande (vaches de réforme).

## Élevage

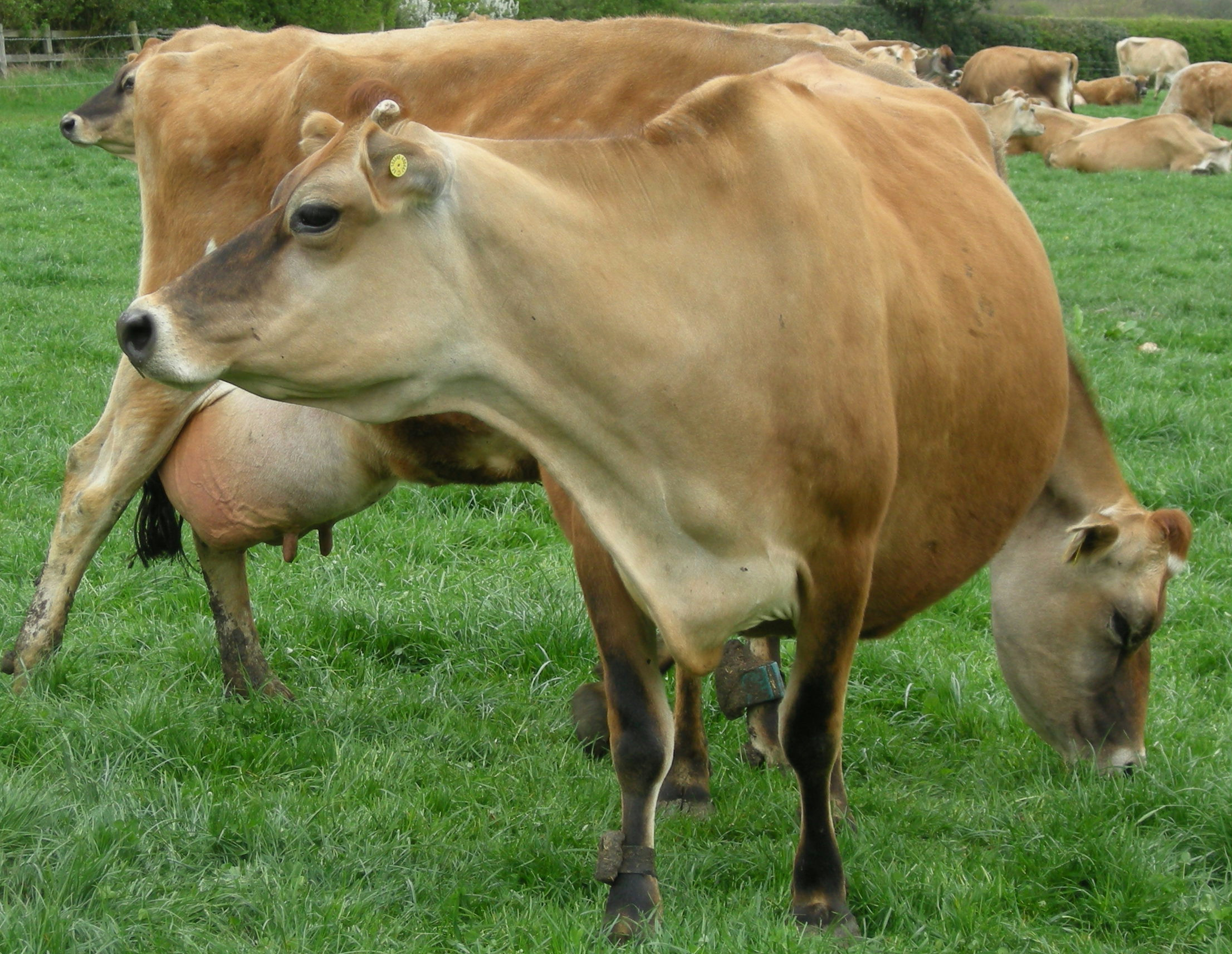
Vaches jersiaises au pâturage.

### Alimentation

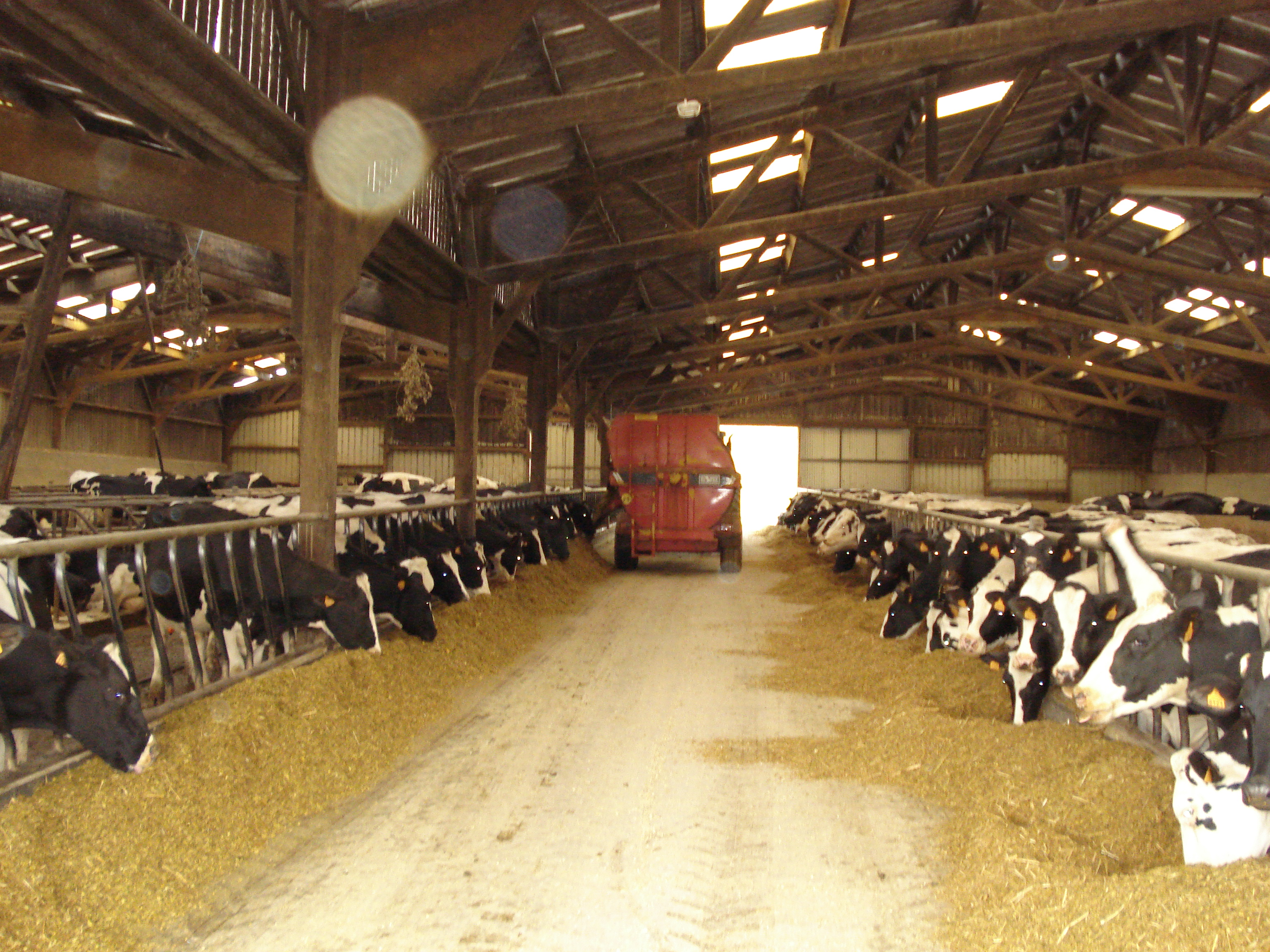
Distribution de rations complètes à des vaches laitières.

À l'état naturel, une vache se nourrit principalement d'herbe. Mais aujourd'hui, l'attrait mondial accru pour les produits laitiers a conduit les éleveurs à utiliser des races à haut niveau de production et à modifier l'alimentation de leurs animaux. La production de lait induit des besoins très importants.
Dans la majeure partie des élevages, l'alimentation change en fonction de la saison. L'herbe, qui ne pousse que faiblement en hiver, ne suffit plus à nourrir les bêtes et pousse les éleveurs à recourir à des aliments conservés, des fourrages comme le foin, l'ensilage de maïs ou d'herbe ou la paille. L'alimentation de la vache (la ration) repose donc sur un ou plusieurs fourrages fermentés en partie par les micro-organismes présents dans son rumen. Ils rendent en particulier la cellulose assimilable.
Mais ces fourrages dits grossiers ne suffisent pas : pour avoir une ration équilibrée et donc répondre le mieux possible aux besoins de la vache en lactation, il est généralement nécessaire d'apporter des suppléments concentrés en énergie (grains …) et en matière azotée comme les grains de protéagineux, les tourteaux qui sont des co-produits d'huiles alimentaires (tourteaux de soja …), la luzerne déshydratée, l'urée. Il reste la complémentation en minéraux et en vitamines ; la vache a principalement des besoins  en calcium, en magnésium et en phosphore mais aussi en oligo-éléments comme le zinc, l'iode, le manganèse, le cuivre, le soufre, le sélénium. Il est également recommandé d'apporter des vitamines.
En résumé, l'alimentation de base de la vache laitière peut reposer sur l'herbe à la belle saison et le reste de l'année sur une ration composée de fourrages conservés. Tout au long de l'année l'alimentation doit être ajustée en énergie, matières azotées et minéraux.

### Bâtiments d'élevage

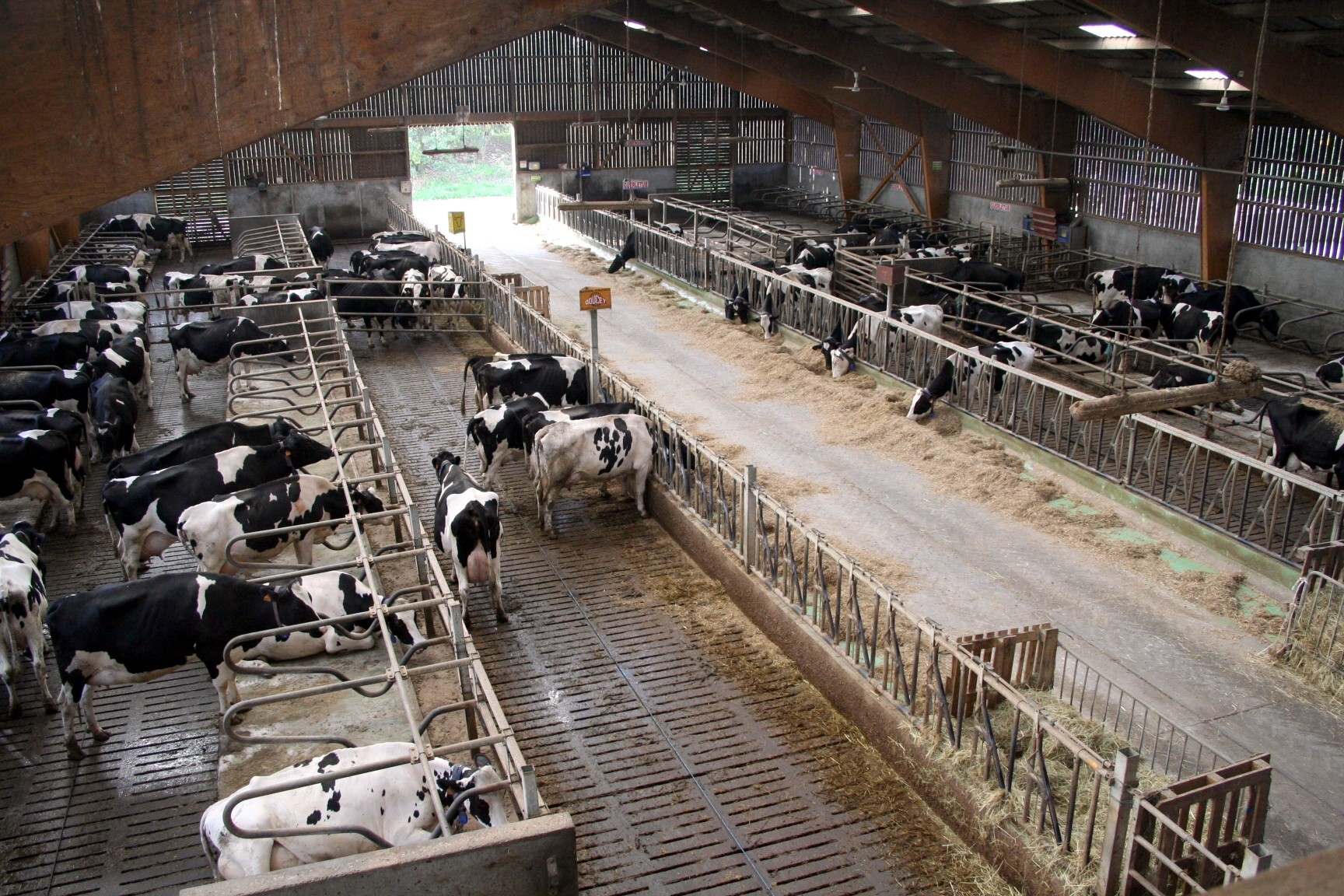
Vaches laitières en stabulation libre dans l'étable de la ferme expérimentale de Grignon à Thiverval-Grignon (Yvelines).

Ils comprennent une étable entravée ou en stabulation libre à laquelle est adjointe une fumière ou une fosse à lisier et une laiterie dont la fonction est au minimum de refroidir et stocker le lait. Le système de traite est souvent configuré dans un endroit restreint, la salle de traite. On lui adjoint un parc ou une salle d'attente. En général les bâtiments ou silos de stockage d'aliments sont situés à proximité immédiate. En étable entravée la salle de traite séparée est souvent inexistante quand la traite se fait dans l'étable avec un lactoduc installé près des vaches ou sans lactoduc en cas de traite au pot.

### Gestation
Voir Bos taurus#Reproduction
Le vêlage est nécessaire à la sécrétion de lait par la vache. La phase de gestation et la phase de lactation se chevauchent, idéalement sur une période d'un an. La gestation commence à l'insémination fécondante qui ne doit pas dépasser un trop long délai après le vêlage en général trois mois pour respecter le rythme d'un veau par vache et par an. Mais il faut aussi respecter le délai d'anœstrus post-partum de 30 à 70 jours après le vêlage avant le retour des cycles. C'est aussi une période où la vache doit mobiliser fortement ses réserves corporelles surtout pour les fortes productrices. La date de première insémination conseillée est donc de 50 jours après vêlage pour ne pas risquer d'allonger l'intervalle vêlage-vêlage au-delà de 13 mois, sachant que le pourcentage de réussite à la première insémination a tendance à diminuer.
La durée de gestation des vaches laitières, varie en fonction de la race de la vache. Elle est de 9 mois plus quelques jours ou plus une ou deux semaines. Voici les durées moyennes de gestation des principales races'  :
| Française Frisonne                                  | 277 jours |
| Pie rouge des plaines                               | 279 jours |
| Prim'holstein, Rouge flamande                       | 281 jours |
| Blanc bleu, Pie rouge                               | 282 jours |
| Aubrac, Jersiaise, Bleue du Nord                    | 284 jours |
| Normande, Salers                                    | 286 jours |
| Tarentaise, Charolaise, Rouge des prés, Parthenaise | 288 jours |
| Abondance, Brune, Montbéliarde, Gasconne            | 289 jours |
| Simmental française, Limousine, Bazadaise           | 290 jours |
| Blonde d'Aquitaine                                  | 296 jours |
| --------------------------------------------------- | --------- |

### Lactation

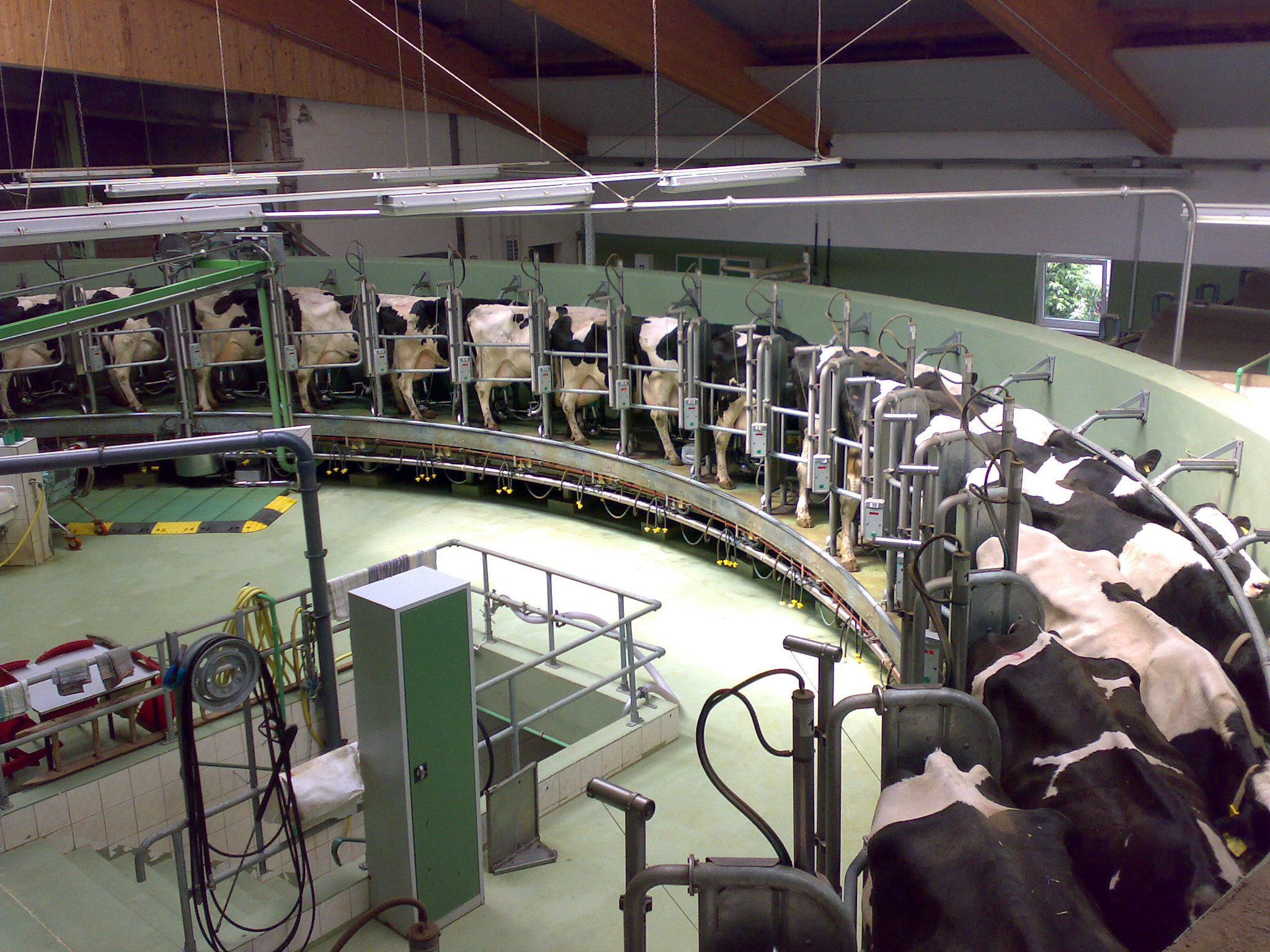
Salle de traite rotative

La lactation commence au vêlage et se termine au tarissement en général deux mois avant le terme du vêlage suivant pour laisser à la mamelle le temps de se reposer et de se préparer pour la lactation suivante. Dans le cas d'une insémination fécondante trois mois après le vêlage pour atteindre l'objectif d'un veau par vache et par an, la durée de la lactation est donc en moyenne de 10 mois. Certains élevages pratiquent des lactations plus longues volontairement ou non. Souvent le retard de l'insémination fécondante est dû à des problèmes d'infécondité du troupeau (absence de cycles ou de chaleurs visibles, métrite).  
La première semaine de lactation il faut jeter le lait qui contient du colostrum impropre à la consommation humaine. On ne garde que un litre ou deux par traite pour nourrir le veau. Le colostrum riche en anticorps est primordial pour apporter les défenses immunitaires au veau. Les semaines suivantes on peut monter progressivement le lait normal à 3 litres voire plus puis diminuer la dose jusqu'au sevrage du veau aux alentours de deux ou trois mois voire un peu plus.    

### Traite
Dans les élevages professionnels les vaches sont traites en général deux fois par jour, à l'étable à l'aide d'une machine à traire ou plus souvent dans une salle de traite disposant d'équipements complexes assurant à la fois la rapidité de la traite, l'hygiène du lait et un confort minimal pour l'animal et le trayeur. La traite peut aussi être effectuée avec du matériel robotisé.
Types de salle de traite en fonction du nombre de vaches à traire :
| Nombre de vaches    | types de salles de traite | Nombre de vaches/heure                                                                                 |
| ------------------- | --- | --- |
| troupeau - de 40 VL | 3 postes en étable entravée 4 postes en étable entravée tandem 2x2 tandem 2x3 épi 2x3 épi 2x4 Arrière 8 simple quai | moins de 20 moins de 30 30 à 45 30 à 55 30 à 45 30 à 55 50 à 65                                        |
| Troupeau 40-60 VL   | tandem 2x4 épi 2x5 arrière 10 en simple quai arrière 2x5 | 50 à 65 45 à 55 40 à 55 60 à 70                                                                        |
| Troupeau 60-80 VL   | tandem 2x5 avec décro epi 2x6 décro arrière 2x6 décro | 55 à 75 60 à 70 60 à 80                                                                                |
| Troupeau + 80 VL    | épi 2x8 avec 2 trayeurs épi 2x10 avec 2 trayeurs épi 2x12 avec 2 trayeurs arrière 2x8 avec 2 trayeurs arrière 2x10 avec 2 trayeurs arrière 2x12 avec 2 trayeurs arrière 2x14 avec 2 trayeurs roto 14 postes roto 16 postes roto 18 postes roto 20 postes roto 22 postes roto 26 postes roto 32 postes 2 trayeurs roto 36 postes 2 trayeurs | 65 à 80 75 à 85 80 à 100 70 à 90 80 à 100 90 à 120 110 à 130 80 90 100 110 120 140 155 à 200 165 à 200 |

#### Déroulement de la traite
Les éleveurs suivent généralement un protocole assurant la décontamination et la préparation de la mamelle à la lactation. Il comporte les étapes suivantes  :
- nettoyage, on élimine les souillures organiques, présentes sur les trayons, qui sont support de germes ; cette action permet aussi de se débarrasser des spores butyriques (bactéries du genre clostridium[8]) critiques en production fromagère et de désinfectants éventuels ; l'emploi d'un produit désinfectant ou d'eau chaude pour le lavage de la mamelle permet de diminuer fortement le nombre de germes présents à l’extérieur des trayons et limite leur passage dans le lait ;

- extraction des premiers jets de chaque quartier dans un bol à fond noir permet de vérifier l'apparence du lait afin de détecter les signes éventuels de mammites subcliniques (caillots dans le lait) ; Il est aussi possible de réaliser un test avec des réactifs ; le lait présent initialement dans le canal de trayons et plus « concentré » en germes pathogènes sera ainsi écarté de la collecte et ne contaminera pas la machine à traire ;

- la stimulation de la mamelle ainsi réalisée favorise le réflexe d'éjection du lait ; ces gestes permettent en effet de stimuler la production d'ocytocine, hormone commandant l'éjection du lait ; la traite sera donc complète et plus rapide ; à l'inverse, tout ce qui est susceptible de perturber les vaches va inhiber le réflexe d'éjection du lait ; en effet, dans ces situations de stress, les animaux sécrètent de l’adrénaline, hormone qui contrecarre l'action de l'ocytocine ;
- pose des manchons trayeurs et traite ;
- décrochage des manchons trayeurs généralement automatisé ;
- désinfection supplémentaire optionnelle des trayons.

## Races laitières
| Race                  | Nombre en France | durée de lactation | Production de lait par lactation, en kg | Taux butyreux en g/kg | Taux protéique en g/kg |
| --------------------- | ---------------- | ------------------ | --------------------------------------- | --------------------- | ---------------------- |
| Prim'Holstein         | 1 687 730        | 352                | 9411                                    | 39,3                  | 32                     |
| Montbéliarde          | 415 552          | 310                | 7027                                    | 38,9                  | 32,8                   |
| Normande              | 229 635          | 322                | 6546                                    | 42,5                  | 34,8                   |
| Abondance             | 22 763           | 293                | 5302                                    | 37,3                  | 33,4                   |
| Brune des Alpes       | 17 235           | 339                | 7401                                    | 41,8                  | 34,3                   |
| Simmental             | 16 045           | 305                | 6151                                    | 40,3                  | 33,7                   |
| Pie rouge des plaines | 10 221           | 328                | 7791                                    | 42,3                  | 33,2                   |
| Tarentaise            | 7 660            | 278                | 4240                                    | 36,4                  | 32,4                   |
| Jersiaise             | 4 075            | 325                | 5222                                    | 55,5                  | 38,3                   |
| Salers                | 1 628            | 227                | 2293                                    | 33,9                  | 32,9                   |
| Vosgienne             | 1 223            | 289                | 4157                                    | 38                    | 31,8                   |
| Rouge flamande        | 777              | 296                | 5369                                    | 39,9                  | 32,7                   |

## Pathologies
- Mammite
- Boiterie
- Kyste ovarien
- Déplacement de caillette
- Acétonémie
- Métrite
- Fièvre de lait (ou fièvre vitulaire)
- Rétention placentaire

### Les pathologies les plus courantes
Laminite - processus inflammatoire dans les sabots, qui se développe en raison d'une mauvaise circulation sanguine dans les membres,. Les signes caractéristiques sont la boiterie, la fièvre locale et la douleur à la palpation ; dans les cas avancés, on peut observer une déformation de la corne du sabot. 
La maladie des muscles blancs est une maladie grave des veaux causée par une carence en sélénium et en vitamine E dans l'organisme. Se manifeste par une faiblesse musculaire, une mauvaise coordination des mouvements et une insuffisance cardiaque. Le traitement repose sur l'utilisation de préparations contenant du sélénium et de la vitamine E. 
Chez les jeunes animaux, la rhinite se développe à la suite d'une altération du métabolisme phosphocalcique, souvent associée à une carence en vitamine D, à un déséquilibre minéral dans l'alimentation ou à une exposition insuffisante au soleil. La maladie se manifeste par une courbure des membres, un épaississement des articulations et un retard de croissance. La thérapie comprend une correction diététique, l'irradiation aux ultraviolets et l'utilisation de complexes de vitamines et de minéraux. 
La réticulite traumatique survient lorsque les animaux ingèrent des corps étrangers (clous, fils de fer et autres objets métalliques). Le tableau clinique comprend une diminution de l'appétit, des douleurs dans la région du processus mésentérique et une posture caractéristique avec un dos courbé. Le traitement peut être conservateur ou chirurgical. Un "aimant à vaches", inséré dans l'œsophage et attirant les objets métalliques, joue désormais un rôle important dans le traitement. L'aimant reste dans le réticulum jusqu'à la fin et protège l'animal en toute sécurité.
Les maladies respiratoires sont un ensemble de pathologies du système respiratoire, parmi lesquelles on distingue la pasteurellose (infection bactérienne avec forte fièvre et pneumonie), la rhinotrachéite infectieuse (lésions virales des voies respiratoires supérieures) et diverses bronchopneumonies. Les approches thérapeutiques dépendent de l'agent pathogène spécifique et comprennent l'utilisation d'antibiotiques, d'anti-inflammatoires et d'expectorants.

## Vache de réforme
Une vache de réforme est une vache qui est écartée d'un troupeau afin d'être abattue. Les causes de réforme d'une vache laitière peuvent varier. Hormis les cas de réformes liées à des accidents, ce sont principalement :
- La baisse du débit de la lactation qui apparaît en général vers l'âge de 5 ou 6 ans,
- Les problèmes de santé à répétition (mammites, maladies diverses),
- Les boiteries,
- Les problèmes de reproduction (mauvaise fertilité, résultats décevant concernant la fécondité).

En France, 35 % de la consommation de viande de bœuf provient des vaches de réforme laitières.

## Veaux
Les éleveurs gardent en général une femelle sur trois pour le renouvellement du troupeau. Ces femelles sont généralement issues de parents faisant l'objet de plans d'accouplement, la semence paternelle étant le plus souvent fournies par des sociétés de sélection par l'intermédiaire des centres d'insémination dans le but d'améliorer l'élevage laitier. Les autres veaux sont soit destinés à l'élevage comme veaux de boucherie, soit à l'élevage d'animaux jeunes ou adultes pour la viande. Dans ce cas, les vaches de races laitières peuvent être croisées avec un taureau de race bouchère par saillie naturelle ou insémination.
Les veaux mâles de races laitières hyperproductrices comme la Holstein, donnent en race pure des individus de très faible valeur pour l'élevage boucher. Ils sont donc régulièrement abattus à la naissance dans certains pays (Australie, Nouvelle-Zélande, …). Cette pratique gagnerait l'Europe.

## Situation par pays

### France
Les vaches laitières représentent 3,7 millions d'individus parmi 18,7 millions de vaches en France en 2011.
35 % du cheptel (toutes vaches confondues, y compris non-laitières) vit dans le centre de la France. 39 % du même cheptel est en Bretagne, Pays de la Loire et la Basse-Normandie.  
La Prim’Holstein est la race laitière la plus répandue en France. 
De 1985 à 2011, le nombre de vaches allaitantes a augmenté, passant de 3 339 000 à 4 108 000 individus (soit +23 % en 26 ans). (référence voir discussion) 
Dans le même temps le nombre de vaches laitières est passé de 6 538 000 à 3 678 000 d'individus (soit -44 %).
C'est après fin 2003 que le nombre de vaches allaitantes a dépassé le nombre de vaches laitières.
Répartition des laitières et allaitantes par ancienne région : fort nombre de vaches allaitantes en Pays de Loire, ainsi que dans la diagonale Bourgogne, Auvergne, Midi-Pyrénées et fort nombre de vaches laitières à l'Ouest (Bretagne+Pays-de-Loire+Basse-Normandie).
L'élevage français (tout animal confondu) représente en valeur près de 35 % de la production agricole nationale, et plus de 16 % de l'économie de l'élevage européen[réf. nécessaire].
Exploitant environ 50 % des 28,8 millions d'hectares de surface agricole (SAU) du territoire français, ces élevages se situent essentiellement dans le Grand-Ouest, le Massif central et ses bordures, ainsi qu'à l'Est du pays et en région Midi-Pyrénées. Ces élevages français ont aussi la particularité d'être très diversifiés. La grande variété des reliefs, des climats et des sols explique pour une part cette diversité. L'autre part relève des cultures et traditions régionales associées aux populations. Tout ceci a eu pour effet l'apparition d'une mosaïque de mini-régions nommées terroirs et la sélection par les éleveurs d'une multitude de races pour valoriser ces milieux.